# Cyamoninae
Cyamoninae is een onderfamilie van sponsdieren uit de klasse van de Demospongiae (gewone sponzen). 

## Geslachten
- Cyamon Gray, 1867
- Trikentrion Ehlers, 1870
- Waltherarndtia de Laubenfels, 1936